# Родник в лесу (фильм)
«Родник в лесу» — советский драматический фильм 1973 года снятый на киностудии «Таллинфильм» режиссёром Лейдой Лайус по роману Веры Саар «Укуару».

## Сюжет
1930-е годы, буржуазная Эстония, бедный поселок лесорубов, затерявшийся среди лесов и болот. Здесь в постоянной нужде живёт семья Минны. Чтобы помочь родителям, девушка даёт согласие на брак с богатым вдовцом Карлом Олли. Но накануне свадьбы она случайно встречается в лесу с гармонистом Акселем. Это встреча переворачивает её судьбу. Но семейная жизнь идёт непросто, Аксель — мечтатель, человек легкомысленный и слабый, и весь груз забот ложится в основном на плечи Минны… И не забыл Олли её отказа, проходят годы и он мстит за ущемлённое самолюбие и Акселя убивают «лесные братья» — банда бывшего хозяина деревни Олли. Минна находит в себе силы жить дальше и растить четверых маленьких детей.

## В ролях
- Элле Кулль — Минна
- Лембит Ульфсак — Аксель Лааме
- Вельда Отсус — мать Минны
- Юри Ярвет — отец Минны
- Антанас Барчас — Карл Олли
- Малле Коост — Лорейда
- Хелена Вийр — мать Акселя
- Оскар Лийганд — отец Акселя
- Хейно Мандри — лесничий
- Астрид Лепа — мадам Папп
- Тыну Саар — Артур
- Арнольд Сиккел — кассир
- Энн Клоорен — лесной брат
- Ромуальдас Тумпа — лесной брат

## Съёмки
Для съёмок киностудия приобрела у посёлка Аэгвийду на берегу лесного ручья подходящий участок леса, где было построено хуторское хозяйство с жилым домом, сараем и баней.

## Критика
В 1973 году Л. Лайус поставила «Родник в лесу» тонкую, изящно построенную киноповесть, воспевшую скромные на первый взгляд, но требовавшие большого мужества души подвиги патриотов в условиях начинающейся оккупации фашистами Эстонии.— Многонациональное советское киноискусство / Лидия Маматова. — М.: Знание, 1982. — 158 с. — стр. 153
Это первая художественная лента «Таллинфильма», отмеченная на Всесоюзном кинофестивале, относится к одним из лучших фильмов эстонского кино 1970-х годов, как писала киновед Арво Ихо: «под руководством Леи Лайус и благодаря прекрасной игре Лембита Ульфсака и Эль Кулли родился ещё один из любимых фильмов эстонского народа».

## Фестивали и награды
- 1975 — VIII Всесоюзный кинофестиваль, состоявшийся в Кишинёве — премий удостоены оператор Ю. Гаршнек и актриса Э. Кулль[1].